# Икауниекс, Давис
Давис Икауниекс (латыш. Dāvis Ikaunieks; 7 января 1994, Кулдига) — латвийский футболист, атакующий полузащитник и нападающий сборной Латвии.

## Биография

### Клубная карьера
Воспитанник юношеских команд лиепайского «Металлурга». Взрослую карьеру начал в составе «Металлурга-2» в первой лиге Латвии. В сезоне 2010 года 16-летний футболист стал лучшим бомбардиром первой лиги с 17 голами. В 2012 году стал победителем первой лиги и вошёл в десятку лучших бомбардиров (13 голов). В основном составе «Металлурга» дебютировал в высшей лиге 3 октября 2012 года в матче против «Вентспилса». Первый гол в высшей лиге забил 29 марта 2013 года в ворота клуба «Метта/ЛУ». До конца 2013 года, когда «Металлург» был расформирован, имел мало игровой практики, в основном выходя на замены.
В 2014 году на базе «Металлурга» был сформирован новый клуб «Лиепая», игравший преимущественно молодыми игроками, в котором Икауниекс получил стабильное место в основе. В сезоне 2015 году он со своим клубом завоевал чемпионский титул, а также стал лучшим бомбардиром чемпионата Латвии (15 голов).
Летом 2016 года перешёл в клуб высшего дивизиона Чехии «Высочина» (Йиглава), где за два сезона забил 19 голов, но его клуб лишь боролся за выживание, а по итогам сезона 2017/18 вылетел из элиты. Несмотря на слабое выступление клуба, по итогам сезона 2017/18 Икауниекс вошёл в пятёрку лучших бомбардиров чемпионата (10 голов). Летом 2018 года игрок перешёл в более сильный чешский клуб — «Яблонец», где за год сыграл лишь 13 матчей, как правило выходя на замены. По итогам 2018 года был признан лучшим футболистом Латвии.
С лета 2019 года, оставаясь на контракте с «Яблонцом», отдавался в аренду в другие клубы. Во второй половине 2019 года выступал на родине за рижский РФС, с которым завоевал серебряные награды чемпионата выиграл Кубок Латвии. Весной 2020 года играл за «Фастав» (Злин), а осенью — за «Млада-Болеслав», оба клуба были аутсайдерами высшей лиги Чехии. В 2021 году выступал за «Лиепаю», с которой стал бронзовым призёром чемпионата, однако с июля перестал выходить на поле.

### Карьера в сборной
Был регулярным игроком сборных Латвии младших возрастов, сыграв более 40 матчей и забив 15 голов.
В национальной сборной дебютировал 1 июня 2016 года в рамках Кубка Балтии в игре против Литвы, заменив на 65-й минуте своего брата Яниса. Стал победителем Кубка Балтии 2016 года. Первый гол за сборную забил 2 сентября 2016 года в ворота сборной Люксембурга.

## Достижения
- Чемпион Латвии: 2015
- Серебряный призёр чемпионата Латвии: 2019
- Бронзовый призёр чемпионата Латвии: 2021
- Лучший бомбардир чемпионата Латвии: 2015 (15 голов)
- Обладатель Кубка Латвии: 2019
- Победитель Кубка Балтии: 2016
- Футболист года в Латвии: 2018

## Личная жизнь
Брат Янис также футболист, игрок сборной Латвии.